# 霍季夫利亞
51°57′37″N 31°30′11″E / 51.96028°N 31.50306°E
霍季夫利亞（烏克蘭語：Хотівля），是烏克蘭北部的村莊，隸屬切爾尼希夫州的切爾尼希夫區。該村始建於1503年，面積7.8平方公里，海拔高度150米，2001年人口482，人口密度每平方公里61.8人。